# 17102 Беґжиґітова
17102 Беґжиґітова (17102 Begzhigitova) — астероїд головного поясу, відкритий 10 травня 1999 року.
Тіссеранів параметр щодо Юпітера — 3,630.